# 衢州西站
衢州西站是杭衢高速铁路上的中间站，位于中华人民共和国浙江省衢州市柯城区姜家山乡姜家村。当地政府已经在车站周围规划了高铁新城。车站于2022年4月动工，计划将由上海局集团金华车务段管理，办理客运业务，规模3台7线。

## 车站结构

### 站房
衢州西站站房建筑面积29994平方米，外立面设计融入绿洲、舰船元素，体现“水韵衢礼 科创绿洲”的设计意向。站房内部共有三层：其中三层为高架候车大厅，标高10米，最高聚集人数为2000人，远期高峰小时发送量2200人；一层为出站层，标高-10米；站台层合高价层局部设有夹层。
车站另设2栋站侧及6栋存车场附属用房。

### 站场
衢州西站站场规模近期3台7线，远期预留1台1线，另设有动车存车场。